# Усачов Олексій Іванович
Олексій Іванович Усачов (1891, Москва — 1957, Москва) — російський радянський графік в педагог.

## Біографія
Народився у 1891 році в місті Москві (нині Росія). 1912 року закінчив Московське училище живопису, скульптури та зодчества, пізніше навчався у ВХУТЕМАСі, був учнем Володимира Фаворського.
Протягом 1925—1930 років викладав у Київському художньому інституті. Серед учнів: Артем Акопов, Василь Стеценко. Помер у Москві у 1957 році.

## Творчість
Працював переважно у техніці гравюри на дереві. Серед робіт: дереворитні портрети («Автопортрет», 1927), пейзажні мотиви («Вулиця в Києві», 1927), побутові сцени («Домашні збори»), екслібриси, афіші, плакат «350 років українського друкарства». Оформив українські видання: збірку «Руку братам», путівник «Київ».
Учасник виставок «Сучасної української графіки», організованих у Львові Асоціацією незалежних українських митців.